# Howie Hawkins
Howard Greshem 'Howie' Hawkins (San Francisco, 8 december 1952)  is een Amerikaanse vakbondsman en milieuactivist uit New York. Hawkins is medeoprichter van de Green Party van de Verenigde Staten en is de kandidaat van deze partij bij de Amerikaanse presidentsverkiezingen 2020. Hij staat bekend als ecosocialist en is sinds de jaren 1960 actief in de Amerikaanse vredesbeweging, de beweging tegen  kernenergie, en de vakbeweging.
Zijn belangrijkste campagnethema's zijn het opstellen van de originele Green New Deal gebaseerd op eco-socialistische principes, en het opbouwen van een politieke en sociale beweging voor de arbeidersklasse, die zich afzet tegen de Democratische en Republikeinse partijen en het kapitalisme in het algemeen.

## Biografie
Hawkins is een gepensioneerde vrachtwagenchauffeur en bouwvakker. Van 2001 tot zijn pensionering in 2017 werkte Hawkins in de nachtdienst voor UPS. 
Hij werd al als tiener politiek actief en voerde in 1972 campagne voor Bernie Sanders, toen de kandidaat van de Liberty Union Party. In 1973 sloot Hawkins zich aan bij de Socialist Party of America, waarvan hij nog steeds lid is. Hawkins heeft sinds de jaren zestig van de twintigste eeuw een leidende rol gespeeld in de Amerikaanse vredesbeweging, de beweging tegen  kernenergie, en de vakbeweging. In 1999 was hij een van de initiatiefnemers voor het verenigen van verschillende groene partijen in de Green Party. 
Hawkins heeft 24 keer meegedaan aan verkiezingen voor politieke functies, steeds zonder succes. Hij was in 2006 voor de Green Party van New York kandidaat voor de Amerikaanse Senaat. In 2010 was Hawkins de kandidaat van de Green Party voor het gouverneurschap van de staat New York. In 2014 was hij weer kandidaat en kreeg vijf procent van de stemmen. 
Hawkins deed in 2017 mee aan de burgemeestersverkiezingen in Syracuse en kreeg vier procent van de stemmen (ongeveer 1.000). Vervolgens deed hij in 2018 een derde keer een gooi naar het gouverneurschap van New York, maar kreeg minder dan twee procent van de stemmen.

## Presidentsverkiezingen
Al in 2012 werd Hawkins benaderd over de mogelijkheid om zich  voor de Green Party kandidaat te stellen in de presidentsverkiezingen. Hij weigerde omdat hij op dat moment nog in dienst was bij UPS, waardoor hij niet de tijd zou hebben om een nationale campagne te voeren.
Na zijn pensionering werd hij opnieuw benaderd en besloot hij campagne te gaan voeren om genomineerd te worden. Hij koos Angela Walker als zijn running-mate en werd op 11 juli 2020 officieel gekozen als de kandidaat van de Green Party voor de Amerikaanse presidentsverkiezingen van 2020. In zijn streven om kleine linkse partijen te verenigen had hij eerder al de nominaties van de Socialist Party of America en van de socialistische organisatie Solidarity weten te verkrijgen.  
Zijn belangrijkste campagnethema's zijn het opstellen van een eco-socialistische versie van de Green New Deal, en het opbouwen van een politieke en sociale beweging voor de arbeidersklasse, die zich afzet tegen de Democratische en Republikeinse partijen en het kapitalisme in het algemeen.